# Kráľovský Chlmec
Kráľovský Chlmec (maďarsky Királyhelmec) je město na východním Slovensku, v Košickém kraji, obýváno obyvateli převážně maďarské národnosti (77 % podle sčítání z roku 2001). Na území města je chráněné ptačí území Medzibodrožie.

## Poloha
Město se nachází ve Východoslovenské nížině, cca 12 km od Čierné nad Tisou (Slovensko) a cca 25 km od maďarského města Sátoraljaújhely.

## Historie
První písemná zmínka o městě je z roku 1214.  V 17. století město dočasně patřilo pod Sedmihradské knížectví. V tomto období dala Zuzana Lórantfiová, vdova po Juraji Rákócim I., postavit ve městě zámeček. Do Trianonské smlouvy bylo město součástí Uherska, poté bylo součástí Československa. V důsledku první vídeňské arbitráže bylo v letech 1938 až 1945 součástí Maďarska. V letech 1945 až 1992 bylo město opět součástí Československa.

## Pamětihodnosti
- Hrad Csonkavár, také uváděn jako „Hrad Kráľovský Chlmec, zřícenina“. Hrad byl postaven pravděpodobně v 15. století (uvádí se i začátek 16. století). Vlastníkem hradu byl premonstrátský klášter v Lelesu, později šlechtické rody jako Palociovi či pánové z Perina
- Zámeček (kaštel)
- Římskokatolický kostel sv. Ducha, jednolodní původně gotická stavba s polygonálním ukončením presbytáře a věží tvořící součást její hmoty, ze 14. století.
- Reformovaný kostel, jednolodní toleranční stavba s polygonálním závěrem a věží tvořící součást její hmoty, z roku 1787. V roce 1900 byl upravován v duchu neogotiky.
- Ortodoxní synagoga, eklektická stavba z roku 1850.

## Rodáci
- Jenő Kemechey (1862–1905) – novinář
- Ilona Aczél (1884–1940) – herečka
- Ladislav Dobos (1930–2014) – spisovatel
- Szidi Tobias (* 1967) – zpěvačka
- Róbert Géresi (* 1967) – biskup Reformované církve
- Csongor Kassai (* 1972) – herec
- Viktor Kopasz (* 1973) – fotograf
- Kornélia Kolářová Takácsová (* 1979) – kunsthistorička
- Tünde Bartha (* 1976) – vedoucí Úřadu vlády ČR v druhé vládě Andreje Babiše

## Partnerská města
- Ferencváros, Maďarsko
- Felsözsolca, Maďarsko
- Kisvárda, Maďarsko
- Kanjiža, Srbsko
- Rakovník, Česko
- Sfântu Gheorghe, Rumunsko
- Berehovo, Ukrajina
- Cigánd, Maďarsko
- Törtel, Maďarsko[6]